# Helmuth Brückner

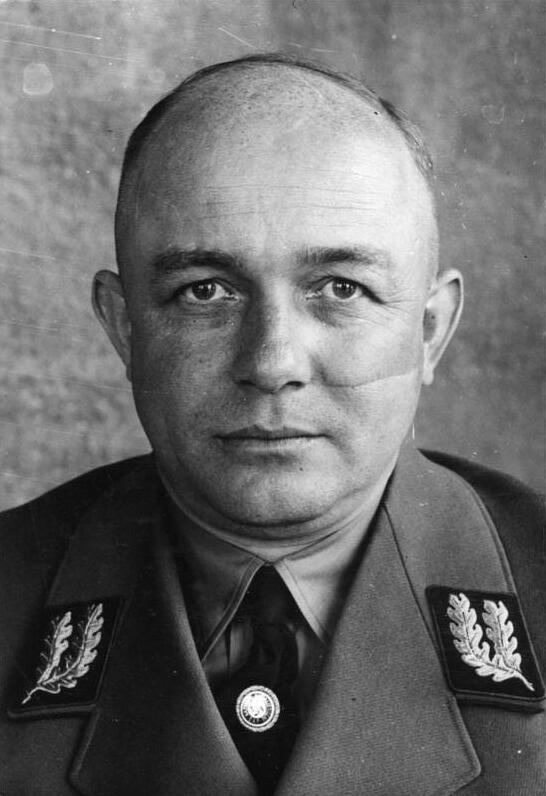
Helmuth Brückner (1934)

Helmuth Brückner (* 7. Mai 1896 in Peilau, Kreis Reichenbach (Eulengebirge); † 2. Januar 1951 im Ozernyj-Lager in Taischet, Oblast Irkutsk, Sibirien) war bis zu seinem Sturz 1934 Oberpräsident und Gauleiter in Schlesien.

## Leben und Tätigkeit

### Frühe Jahre
Brückner war der Sohn eines Volksschullehrers. Den Schulbesuch absolvierte er am Realgymnasium in Reichenbach. Nach dem Abitur begann er an der Schlesischen Friedrich-Wilhelms-Universität Breslau mit dem Studium der Geschichte, Geografie, Philosophie und Volkswirtschaft.
Im August 1914 unterbrach Brückner sein Studium, um als Kriegsfreiwilliger am Ersten Weltkrieg teilzunehmen. Im Dezember 1915 wurde er Leutnant der Reserve. Nachdem er 1918 an der Westfront schwer verwundet wurde, kehrte er nach Lazarett- und Sanatoriumsaufenthalten in die Heimat zurück.
Nach dem Krieg nahm er sein Studium wieder auf, brach dieses aber schließlich ab. 1919 wurde er im Corps Marcomannia Breslau aktiv. 1921 beteiligte er sich an den als 3. Oberschlesischer Aufstand bekannt gewordenen Kämpfen deutscher und polnischer Freischärler um den zukünftigen Verlauf der Grenze zwischen beiden Staaten in der Provinz Oberschlesien. In der Wesentlichen Organisation der deutschen Grenzkämpfer, dem Oberschlesischen Selbstschutz, gehörte Brückner der Selbstschutzgruppe Nord als Stabsoffizier an.

### Politische Betätigung in der NSDAP (1924 bis 1934)
1924 wurde Brückner Redakteur der Zeitung Schlesischen Volksstimme. Zur selben Zeit begann er sich in einer kleinen politischen Organisation zu betätigen, die bereits stark vom Nationalsozialismus geprägt war. Für die Deutschvölkische Freiheitspartei war Brückner von Februar 1926 bis zum 5. März 1927 Stadtverordneter in Breslau.
1925 übernahm Brückner den Aufbau der im Februar 1925 neu gegründeten NSDAP, in der fast sofort Mitglied wurde (Mitgliedsnummer 2.023), in der Provinz Schlesien. Im selben Jahr wurde Brückner zum Gauleiter der NSDAP für Schlesien ernannt.
Seit 1925 war Brückner Herausgeber des Schlesischen Beobachters, des Gegenstücks zum Völkischen Beobachter. 1930 war er an der Gründung des Breslauer Zentral-Verlags beteiligt. Bei der Reichstagswahl 1930 wurde Brückner für die NSDAP in den Reichstag und am 24. April 1932 in den Preußischen Landtag gewählt. Mit der Ernennung zum Landesinspekteur Ost im Sommer 1932 übernahm Brückner die Parteiaufsicht außer für Schlesien auch über Ostpreußen und die Freie Stadt Danzig.
Nach dem Wahlsieg der NSDAP bei der Reichstagswahl am 5. März 1933 wurde Brückner am 25. März 1933 zum Oberpräsidenten der Provinz Niederschlesien (Breslau) und zunächst auch kommissarisch zum Oberpräsidenten für die Provinz Oberschlesien (Oppeln) ernannt. Die offizielle Amtsübergabe erfolgte am 2. August 1933. Sein Stellvertreter wurde der (wie Brückner ebenfalls homosexuelle) Edmund Heines.
Am 7. Oktober 1933 wurde Brückner anlässlich der Herbstparade der SA in Breslau von Ernst Röhm zum SA-Gruppenführer ernannt. Er wurde formal als Gruppenführe a la suite der 11. SA-Standarte zugeteilt.
Im Herbst 1934 wurde Brückner „wegen verschiedener Äußerungen und seiner homosexuellen Neigungen“ verdächtigt, dem wenige Monate zuvor (am 30. Juni 1934) im Rahmen der „Röhm-Affäre“ liquidierten Flügel der Partei um Ernst Röhm anzugehören. Er wurde als Oberpräsident und Gauleiter  abgesetzt, kurzzeitig in Haft genommen und aus der NSDAP ausgeschlossen. Über sein politisches Ende berichtet Raimund Wolfert.

### Spätere Jahre
Nachdem Brückner aus seiner bisherigen Wirkungsstätte Schlesien verbannt wurde, ließ er sich in Pommern nieder.
Seit 1938 lebte er als Industriearbeiter bei den Ernst Heinkel Flugzeugwerken mit seiner Familie in Rostock.
Im Juli 1945 wurde Brückner von der Sowjetischen Militäradministration verhaftet. Er starb nach sechs Jahren im Gulag, „halb verhungert, halb erschlagen“.

## Zitate von Zeitzeugen
„Ich glaube mich zu erinnern, daß er als Polizeipräsident angefangen hat. Seine Amtsübernahme habe ich noch vor Augen. Stolz ritt er ins Polizeipräsidium ein. Kaum Zustimmung erntete er später, als er während der Hochschwangerschaft seiner Frau sein Wohnviertel gegen den rollenden Verkehr abriegeln ließ.“

„Meine Kenntnis der Dinge ist die, daß er zunächst bei den Nazis in Ungnade fiel und als Gauleiter abgesetzt wurde, mit der damals wohl gern benutzten Verdächtigung der Homosexualität. Bei Kriegsende wurde er von den Russen gefangengenommen und ist elend als Strafgefangener umgekommen.“